# 양재성
양재성(1945년 3월 15일 ~ )은 대한민국의 배우이다.

## 이력
- 1962년 북아메리카 미국으로 이민 하고 이주 하고 미국 로스엔젤레스 연극배우 데뷔 하였고 1년만에 1963년 아시아 대한민국 서울특별시로 돌아온뒤 뮤지컬 배우 데뷔 하였고 1964년 대한민국 서울특별시 연극 배우로 2년만에 재데뷔 하여 데뷔 이전 하여 바뀌고 첫 데뷔 하여 하였으며, 1965년 성우 데뷔 하였고 1977년 KBS 4기 공채 탤런트로 선발되었다.[2]

- 현재 정치인 정몽준의 이미지에 가장 매칭이 되는 배우로 제6공화국 드라마 촬영이 진행된다면 정몽준 역으로 가장 유력시되었으나 고령인 관계로 어렵게 되었다[3]

## 학력
- 중앙대학교(연극영화과)

## 출연작

### 영화
- 《사흘》 (2024년) - 노 신부 역
- 《비닐하우스》 (2023년) - 태강 역
- 《우리 이웃의 범죄》 (2011년) - 이 형사 부 역
- 《투사부일체》 (2006년)
- 《보리울의 여름》 (2003년) - 면장 역
- 《공공의 적》 (2002년) - 지부장 역
- 《그녀에게 잠들다》 (2001년) - 정씨 역
- 《전선 3대》 (1993년)
- 《서울 흐림 한때 비》 (1986년)

### 드라마
- 《미지의 서울》 (2025년, tvN) - 세진의 할아버지 역
- 《협상의 기술》 (2025년, JTBC) - 바둑 두는 노인 역
- 《재벌X형사》 (2024년, SBS) - 천 회장 역
- 《힙하게》 (2023년, JTBC) - 정의환 역
- 《킹 더 랜드》 (2023년, JTBC) - 도어맨 역
- 《닥터 로이어》 (2022년, MBC) - 재판장 역
- 《VIP》 (2019년, SBS)
- 《눈이 부시게》 (2019년, JTBC)
- 《갑동이》 (2014년, tvN) - 경찰청장 역
- 《참 좋은 시절》 (2014년, KBS2)
- 《천사의 선택》 (2012년, MBC) - 오회장 역
- 《대왕의 꿈》 (2012년, KBS1) - 임종 역
- 《사랑을 믿어요》 (2011년, KBS2) - 신부 역
- 《보석비빔밥》 (2009년, MBC)
- 《시티홀》 (2009년, SBS) - 강태공 역
- 《일지매》 (2008년, SBS) - 심기원 역
- 《최강칠우》 (2008년, KBS2) - 한야준 역
- 《심청의 귀환》 (2007년, KBS2) - 조선 국왕 역
- 《대조영》 (2006년, KBS1) - 안시성 촌장 역
- 《사랑과 야망》 (2006년, SBS) - 은환 아버지 역
- 《불멸의 이순신》 (2004년, KBS1) - 선전관 역
- 《장희빈》 (2002년, KBS2) - 조선 현종 역
- 《제국의 아침》 (2002년, KBS1) - 쌍철 역
- 《아버지처럼 살기 싫었어》 (2001년, KBS2)
- 《학교 4》 (2001년, KBS2) - 교육청 장학사 역
- 《태조 왕건》 (2001년, KBS1) - 금성(나주) 태수 역
- 《경찰특공대》 (2000년, SBS) - 경찰간부 1 역
- 《좋은걸 어떡해》 (2000년, KBS1)
- 《토마토》 (1999년, SBS)
- 《킬리만자로의 표범》 (1998년, KBS2)
- 《왕과 비》 (1998년, KBS1) - 일재 김감 역
- 《순풍 산부인과》 (1998년, SBS)
- 《진달래꽃 필 때까지》 (1998년, KBS2)
- 《열애》 (1997년, KBS2)
- 《감성세대》 (1996년, EBS) - 유경 부 역
- 《찬란한 여명》 (1995년, KBS1) - 윤태준 역
- 《길》 (1995년, KBS2)
- 《코리아 게이트》 (1995년, SBS) - 유병현 육군 대장 / 한미연합부사령관 / 합동참모의장 역
- 《모래시계》 (1995년, SBS) - 김찬규 역
- 《숨은 그림 찾기》 (1994년, KBS2)
- 《까치네》 (1994년, SBS)
- 《느낌》 (1994년, KBS2)
- 《남자는 외로워》 (1994년, KBS2)
- 《왕십리》 (1993년, KBS2)
- 《제3공화국》 (1993년, MBC)
- 《삼국기》 (1992년, KBS1) - 산배대형 역
- 《바람꽃은 시들지 않는다》 (1991년, KBS1)
- 《가까운 골짜기》 (1991년, KBS2)
- 《꽃 피고 새 울면》 (1990년, KBS2)
- 《안개를 찾아서》 (1990년, KBS1)
- 《지리산》 (1989년, KBS1)
- 《세노야》 (1989년, KBS1)
- 《사랑의 기쁨》 (1988년, KBS1)
- 《사로잡힌 영혼》 (1988년, KBS1) - 민판서 집사 역
- 《토지》 (1987년, KBS1) - 이동진 역
- 《87' 행복을 찾습니다》(1987년, KBS1)
- 《새벽》 (1985년, KBS1) - 이기붕 역
- 《산유화》 (1983년, KBS2)
- 《개국》 (1983년, KBS1) - 남은 역
- 《풍운》 (1982년, KBS1) - 이범진 역

### 라디오 프로그램
- 《책 읽는 라디오 낭독 시리즈》(EBS FM, 2014년)

## 수상
- 1980년 대한민국 연극제 남자연기상

## 광고
- 1989년 한국바이엘약품 탈시드 (feat 김승환)